# لوريتا برادلي
لوريتا برادلي (بالإنجليزية: Loretta Bradley)‏ هي عالمة نفس أمريكية، ولدت في 21 ديسمبر 1941.